# Mistrovství Evropy ve fotbale 2012 – skupina D

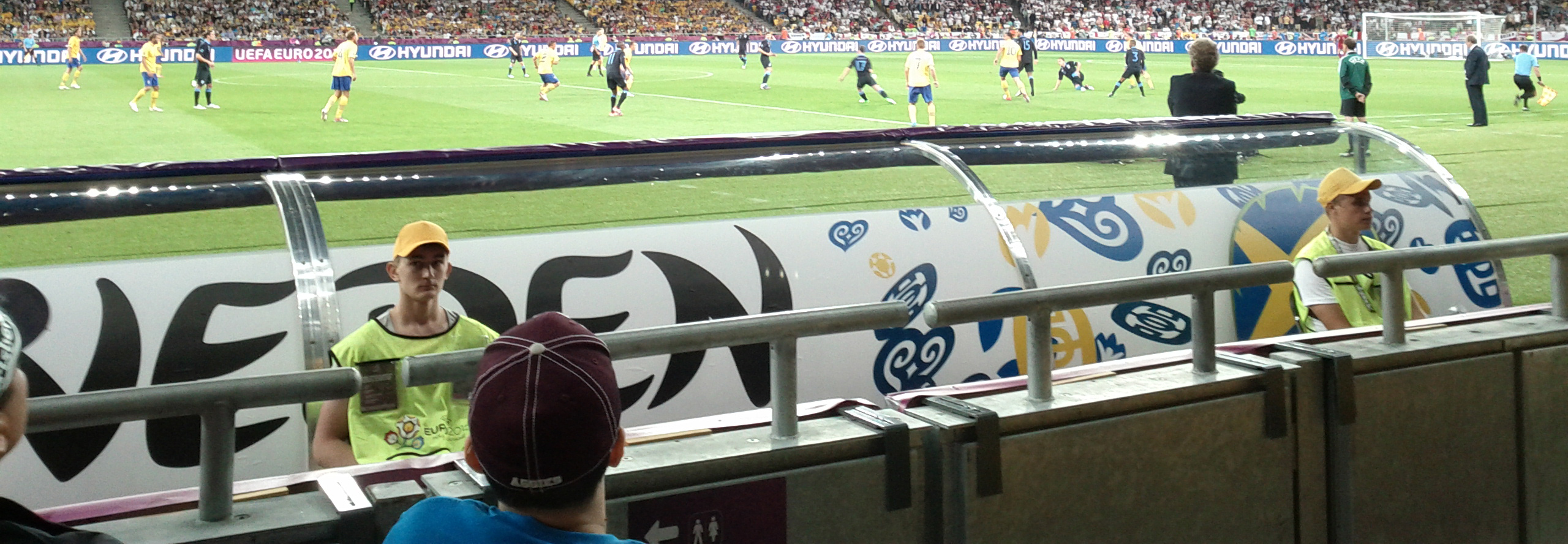
Průběh zápasu Švédsko - Anglie

Skupina D byla jednou ze čtyř skupin turnaje Mistrovství Evropy ve fotbale 2012. Nalosovány do ní byly týmy Anglie, Francie, Ukrajiny a Švédska. Zápasy se hrály ve dvou Ukrajinských městech - v Kyjevě a Doněcku mezi 11.–19. červnem 2012.
| Tým      | Z | V | R | P | VG | IG | +/- | B |
| -------- | - | - | - | - | -- | -- | --- | - |
| Anglie   | 3 | 2 | 1 | 0 | 5  | 3  | +2  | 7 |
| Francie  | 3 | 1 | 1 | 1 | 3  | 3  | 0   | 4 |
| Ukrajina | 3 | 1 | 0 | 2 | 2  | 4  | −2  | 3 |
| Švédsko  | 3 | 1 | 0 | 2 | 5  | 5  | 0   | 3 |

## Francie - Anglie
| 11. června 2012 19:00 UTC+3 |        |             |                                                              |
| Francie                     | 1:1    | Anglie      | Donbas Arena, Doněck diváci: 47 400 rozhodčí: Nicola Rizzoli |
| Nasri 39'                   | Report | Lescott 30' | Donbas Arena, Doněck diváci: 47 400 rozhodčí: Nicola Rizzoli |

## Ukrajina - Švédsko
| 11. června 2012 21:45 UTC+3 |        |                 |                                                              |
| Ukrajina                    | 2:1    | Švédsko         | NSK Olimpijskyj, Kyjev diváci: 64 290 rozhodčí: Cüneyt Çakır |
| Ševčenko 55', 62'           | Report | Ibrahimović 52' | NSK Olimpijskyj, Kyjev diváci: 64 290 rozhodčí: Cüneyt Çakır |

## Ukrajina - Francie
| 15. června 2012 19:00 UTC+3 |        |                      |                                                               |
| Ukrajina                    | 0:2    | Francie              | NSK Olimpijskyj, Kyjev diváci: 48 000 rozhodčí: Björn Kuipers |
|                             | Report | Ménez 53' Cabaye 56' | NSK Olimpijskyj, Kyjev diváci: 48 000 rozhodčí: Björn Kuipers |

Pozn.: Zápas byl v 5. minutě téměř na hodinu přerušen kvůli bouřce a průtrži mračen.

## Švédsko - Anglie
| 15. června 2012 21:45 UTC+3         |        |                                     |                                                             |
| Švédsko                             | 2:3    | Anglie                              | Donbas Arena, Doněck diváci: 64 640 rozhodčí: Damir Skomina |
| Glen Johnson 49' (vl.) Mellberg 59' | Report | Carroll 23' Walcott 64' Welbeck 78' | Donbas Arena, Doněck diváci: 64 640 rozhodčí: Damir Skomina |

## Anglie - Ukrajina
| 19. června 2012 21:45 UTC+3 |        |          |                                                             |
| Anglie                      | 1:0    | Ukrajina | Donbas Arena, Doněck diváci: 48 700 rozhodčí: Viktor Kassai |
| Rooney 48'                  | Report |          | Donbas Arena, Doněck diváci: 48 700 rozhodčí: Viktor Kassai |

## Švédsko - Francie
| 19. června 2012 21:45 UTC+3   |        |         |                                                               |
| Švédsko                       | 2:0    | Francie | NSK Olimpijskyj, Kyjev diváci: 63 010 rozhodčí: Pedro Proença |
| Ibrahimović 54' Larsson 90+1' | Report |         | NSK Olimpijskyj, Kyjev diváci: 63 010 rozhodčí: Pedro Proença |